# Always (Pebbles)
Always è il secondo album in studio della cantante statunitense Pebbles, pubblicato nel 1990.

## Tracce
Side 1
1. Giving You the Benefit – 5:41 (Kenneth Edmonds, Antonio Reid)
2. Backyard (featuring Salt-N-Pepa) – 5:56 (Edmonds, Reid, Cheryl James)
3. Love Makes Things Happen (with Babyface) – 5:10 (Edmonds, Reid)
4. Say a Prayer for Me – 5:15 (Edmonds, Reid)
5. Why Do I Believe (Prelude) – 1:05 (Edmonds)

Side 2
1. Give It to Me – 4:10 (Edmonds, Reid)
2. Why Do I Believe – 3:53 (Edmonds)
3. Always – 5:33 (Danny Sembello, Pebbles)
4. Stay with Me – 4:38 (Kevin Roberson, Daryl Simmons, Pebbles)
5. Good Thang – 4:25 (Edmonds, Reid, Roberson, Simmons, Pebbles)

Traccia Bonus CD
1. Giving You the Benefit (Extended Club Mix) – 7:41 (Edmonds, Reid)